# 蔡惠如
蔡惠如（1881年—1929年5月20日）是一位出身於臺中市清水區的政治運動者及商人，亦是櫟社之成員。

## 生平

### 早年生涯
他從小受私塾教育，16歲起開始負責家族事業，成為蔡源順號第二十代掌門人，並前往臺中擔任穀會社社長。

### 創業
1908年（明治41年）他開設了協和製糖會社，並創辦牛罵頭輕鐵會社與員林輕鐵會社；此時，其家族事業涵蓋米糧、製糖、輕鐵等領域。 後來，他被日本政府指派為臺中區區長。

### 參與漢文運動

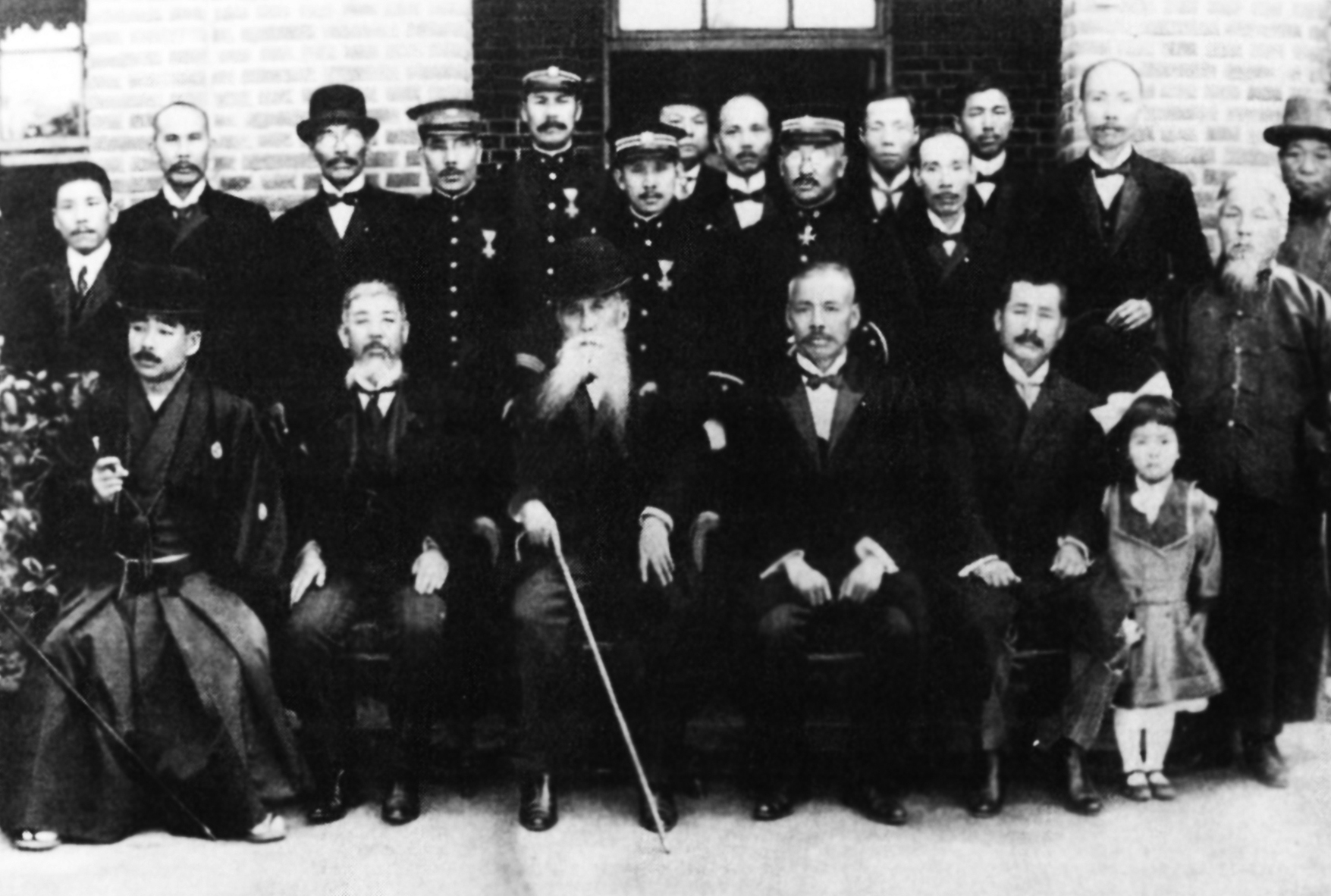
臺灣同化會創設 - 板垣退助（前列中央）、蔡培火（後列中央）、林獻堂（後列右2人目）、蔡惠如（林獻堂左横）於臺灣撮影

1913年（大正2年），蔡惠如與陳基六在牛罵頭合創「鰲西詩社」。1914年（大正3年）成為同化會之成員。1918年（大正7年）10月與霧峰林家的林獻堂、林幼春在臺中成立臺灣文社，並發行以刊登古典漢詩為主的《臺灣文藝叢誌》，為日治時期臺灣第一份漢文雜誌。

### 轉變事業重心
之後，蔡惠如辭去臺中區區長一職，變賣大部分的家產，將事業中心遷往中國。在福州開辦漁業公司、在北京開設期貨公司，並將公司管理權交付長子，自己則往來臺灣、中國、日本之間，參與三地臺灣人所成立的自治運動組織。1919年（大正8年），蔡惠如鼓吹旅日留學生成立啟發會、應聲會。1920年成立新民會，以林獻堂出任會長，自己出任副會長，蔡惠如慷慨捐出1500日圓（當時可買3萬臺斤的米），並創辦臺灣青年雜誌社，發行《臺灣青年》雜誌。1921年（大正10年），臺灣文化協會成立，蔡惠如擔任理事。1923年（大正12年），臺灣發生治警事件，蔡惠如、蔡培火、蔣渭水等人被日本殖民政府逮捕判刑，其中蔡惠如遭判刑3個月。
1929年（昭和4年），蔡惠如中風引發腦疾，於5月20日逝世，年僅48歲。

### 文學作品
蔡惠如之作以古典詞〈意難忘〉附題「下獄之日清水台中人士見送途將為塞賦此鳴謝」流傳最廣。1923年因參與臺灣議會設置請願運動，蔡惠如、林幼春、蔣渭水等人遭日本殖民政府逮捕，演變為治警事件。入獄時，各地民眾紛紛到車站為他送別。對此情景，蔡惠如寫下〈意難忘〉一詞：「芳草連空、又千絲萬縷，一路垂楊，千愁離故里，壯氣入樊籠。清水驛，滿人叢，握別到臺中，老輩青年齊見送、感慰無窮。  山高水遠情長，喜民心漸醒，痛苦何妨，松筠堅節操，鐵石鑄心腸。居虎口，自雍容，眠食亦如常，記得當年文信國，千古名揚。」2023年10月10日中華民國國慶表演，藝人楊烈即吟頌此首〈意難忘〉。

## 外部連結
- 從清水走向民族運動的舞台 - 台大東亞文明研究中心